# Pteridine
Pteridine is een heterocyclische stikstofverbinding die de structuurelementen van een pyrimidine- en een pyrazine ring bevat. Onder pteridines worden ook allerlei heterocyclische verbindingen verstaan waarvan deze verbinding deel uitmaakt. De zuivere stof komt voor als een gele kristallijne vaste stof, die matig oplosbaar is in water.
Pteridine is een bestanddeel van veel belangrijke biomoleculen, zoals foliumzuur, biopterine, flavine en riboflavine die ook weer bestanddelen zijn van de belangrijke cofactoren (FAD en FMN).

## Synthese
De biosynthese van pteridine vindt plaats via 6,7-dimethyllumazine dat in meerdere tussenstappen wordt gevormd uit GTP en ribulose-5-fosfaat.
Een eenvoudige synthetische bereidingswijze van pteridinederivaten bestaat uit de condensatiereactie van 6-amino-5-nitroso-pyrimidine met α-ethylketonen in een basisch milieu.